# Iowa Energy 2010-2011
La stagione 2010-11 degli Iowa Energy fu la 4ª nella NBA D-League per la franchigia.
Gli Iowa Energy vinsero la Eastern Conference con un record di 37-13. Nei play-off vinsero i quarti di finale con gli Utah Flash (2-1), la semifinale con i Tulsa 66ers (2-0), vincendo poi il titolo battendo in finale i Rio Grande Valley Vipers (2-1).

## Roster
| N° | Naz.                   | Ruolo | Sportivo         | Anno | Alt. | Peso |
| -- | ---------------------- | ----- | ---------------- | ---- | ---- | ---- |
| 10 | Stati Uniti (bandiera) | G     | Curtis Stinson   | 1983 | 191  | 98   |
| 11 | Stati Uniti (bandiera) | G     | Shy Ely          | 1987 | 196  | 93   |
| 11 | Stati Uniti (bandiera) | G     | Chris Lofton     | 1986 | 188  | 91   |
| 13 | Stati Uniti (bandiera) | G     | Stefhon Hannah   | 1985 | 185  | 79   |
| 14 | Stati Uniti (bandiera) | GA    | Othyus Jeffers   | 1985 | 196  | 91   |
| 21 | Stati Uniti (bandiera) | AC    | Connor Atchley   | 1985 | 208  | 102  |
| 21 | Stati Uniti (bandiera) | A     | Moses Ehambe     | 1986 | 198  | 91   |
| 23 | Stati Uniti (bandiera) | G     | Kenny Taylor     | 1982 | 191  | 86   |
| 23 | Stati Uniti (bandiera) | G     | Kyle Weaver      | 1986 | 198  | 91   |
| 24 | Stati Uniti (bandiera) | A     | Gani Lawal       | 1988 | 206  | 106  |
| 24 | Stati Uniti (bandiera) | A     | Stanley Robinson | 1988 | 206  | 98   |
| 32 | Stati Uniti (bandiera) | A     | Michael Haynes   | 1981 | 201  | 100  |
| 33 | Costa Rica (bandiera)  | A     | Charles García   | 1988 | 206  | 100  |
| 33 | Stati Uniti (bandiera) | C     | Courtney Sims    | 1983 | 211  | 104  |
| 42 | Stati Uniti (bandiera) | C     | Scott VanderMeer | 1986 | 213  | 113  |
|    | Stati Uniti (bandiera) | A     | Marqus Blakely   | 1988 | 196  | 102  |
|    | Stati Uniti (bandiera) | A     | James Johnson    | 1987 | 206  | 111  |
|    | Stati Uniti (bandiera) | G     | Mike Taylor      | 1986 | 188  | 75   |
|    | Stati Uniti (bandiera) | C     | Garret Siler     | 1986 | 213  | 127  |
|    | Stati Uniti (bandiera) | G     | Jason Bohannon   | 1987 | 188  | 91   |

## Staff tecnico
- Allenatore: Nick Nurse
- Vice-allenatori: Nate Bjorkgren, Ray Hairston, Bruce Wilson
- Preparatore atletico: Jervae Odom